# Johannes van Rossum

Johannes van Rossum, Porträt von Johan Philip Koelman, Rom 1852

Johannes van Rossum (* 21. August 1809 in Den Haag; † 10. April 1873 auf Schloss Reinhartshausen in Erbach im Rheingau) war zunächst Kutscher im Dienst von Marianne von Oranien-Nassau, später ihr Lebensgefährte und Kabinettssekretär. Sein Lebenslauf wurde vom Schicksal Mariannes entscheidend geprägt, der er über 25 Jahre als engster Vertrauter zur Seite stand. Außerdem war er der Vater ihres unehelichen Sohnes Johann Wilhelm von Reinhartshausen (1849–1861), anlässlich dessen frühen Todes Marianne die Johanneskirche in Erbach stiftete, heute ein Stadtteil von Eltville am Rhein.

## Leben

### Frühe Jahre
Van Rossums Vater war Willem van Rossum, seine Mutter Maria Tammerlijn. Groß geworden in einem Arbeiterviertel von Den Haag, wurde er zunächst Gehilfe in einer Notariatskanzlei. Nach seinem Militärdienst trat er in die Dienste von König Wilhelm I. der Niederlande. Nach dem Tod Wilhelms I. im Jahr 1843 wurde er von dessen Tochter Marianne von Oranien-Nassau in ihre Dienste übernommen, zunächst als Kutscher, später als Kabinettssekretär.
Im Jahre 1837 heiratete er die Niederländerin Catharina Wilhelmina Keijzer. Die kinderlose Ehe blieb bis zum Tode Catharinas im Jahr 1861 bestehen.

### Lebenspartnerschaft mit Marianne von Oranien-Nassau

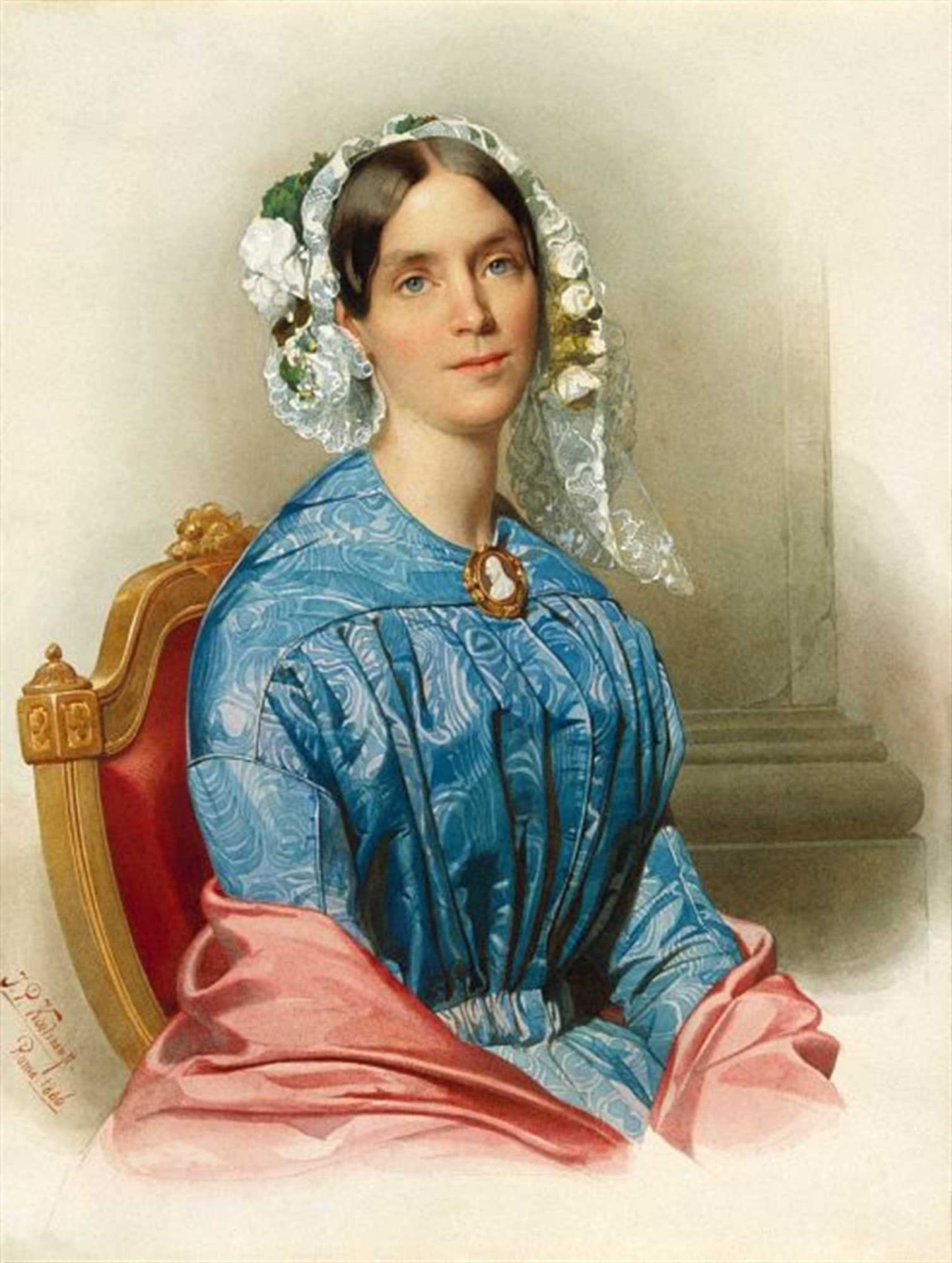
Prinzessin Marianne
von Oranien-Nassau (Pastell von Jan Philip Koelman, 1846)

Johannes van Rossum und Marianne von Oranien-Nassau begannen im März 1848 eine Liebesbeziehung, als Marianne in ihrer niederländischen Heimat das Landgut „Rusthof“ in Voorburg in der Nähe von Den Haag kaufte. Die beiden blieben ein Leben lang zusammen. Bereits 1844 hatte sich Marianne von ihrem Ehemann Prinz Albrecht von Preußen getrennt, weil er ein außereheliches Verhältnis mit Rosalie von Rauch, der Tochter des preußischen Kriegsministers Gustav von Rauch, eingegangen war. Der niederländische und der preußische Hof hatten einer Scheidung aber bis dahin nicht zugestimmt.
Johannes van Rossum begleitete Marianne fortan als ihr Kabinettssekretär auf all ihren Reisen und wurde ihr engster Vertrauter. Am 30. Oktober 1849 kam in Cefalù auf Sizilien ihr gemeinsamer Sohn Johann Wilhelm (1849–1861) zur Welt. Um einen noch größeren Skandal zu verhindern, willigten der preußische und der niederländische Hof im selben Jahr in die seit langem von Marianne und Albrecht gewünschte Scheidung ein. 1851 kaufte van Rossum im Namen Mariannes die Villa Celimontana in Rom, in der sich die beiden mit ihrem Sohn niederließen. Van Rossum wird als Eigentümer der Villa aufgeführt, was zeigt, wie eng sein Verhältnis zu Marianne war.
Marianne bekannte sich zeitlebens zu ihrem Lebensgefährten, doch morganatisch geheiratet haben die beiden nie, denn van Rossum ließ sich nicht scheiden und verwitwete erst 1861. Er und Marianne lebten unehelich zusammen und traten auch bei öffentlichen Anlässen gemeinsam auf. Dies zog den Zorn der Königshäuser auf sie. Die Verbindung war nicht standesgemäß, Marianne war geschieden, van Rossum noch verheiratet, und der gemeinsame Sohn wurde unehelich geboren. Zudem wurde das Kind nicht, wie damals im Adel üblich, als „Fehltritt“ in fremde Hände abgegeben, sondern lebte bei seinen Eltern. Marianne wurde für ihre unkonventionelle Lebensweise zeitlebens geächtet und vom preußischen Hof verstoßen. Die Empörung über das als anmaßend verurteilte Verhalten van Rossums, eines einfachen Mannes aus dem Volk, war vermutlich noch größer. Ein im Jahre 1852 in Rom entstandenes Porträt des Malers Johan Philip Koelman zeigt van Rossum als gutgekleideten, wohlhabenden und selbstbewussten Mann.

### Die neue Heimat im Rheingau
1855 verließen van Rossum und Marianne Rom und ließen sich im Herzogtum Nassau nieder. Marianne erwarb Schloss Reinhartshausen in Erbach (Rheingau), das bis zu ihrem Tod ihr gemeinsamer Wohnsitz bleiben sollte. Sie ließ das Schloss ausbauen, erweiterte es um einen Galeriebau, in dem sie ihre Kunstsammlungen unterbrachte, und machte es zusammen mit van Rossum zu einem kulturellen Anziehungspunkt im Rheingau.

### Der Tod des Sohnes

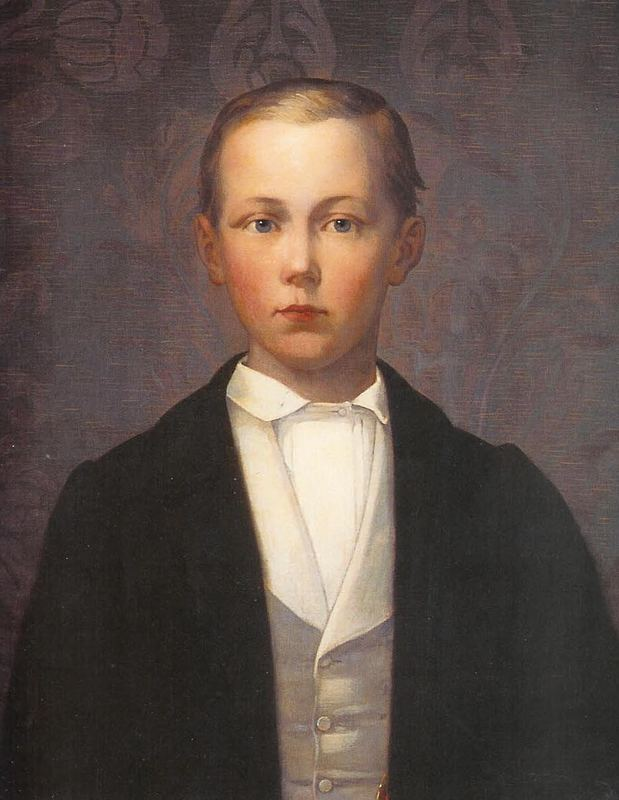
Johann Wilhelm von Reinhartshausen (1849–1861)

Schloss Reinhartshausen wurde das Zuhause des gemeinsamen Sohnes, und Marianne veranlasste, dass dem Jungen, der dieses Schloss einmal erben sollte, von Herzog Adolph von Nassau der Nachname „von Reinhartshausen“ verliehen wurde. Sie und van Rossum ließen ihren Sohn bürgerlich erziehen, Theologe oder Jurist sollte er werden. Von Oktober 1861 an wurde Johann Wilhelm darum nicht mehr von Privatlehrern unterrichtet, sondern besuchte ein Internat im nahegelegenen Dauborn. Doch in den Weihnachtsferien erkrankte er zu Hause an Scharlach. Am ersten Weihnachtstag 1861 starb er überraschend und hinterließ tief trauernde Eltern.
Die tief religiöse Marianne stiftete der Gemeinde daraufhin noch am Abend seines Todestages ein Grundstück sowie 60.000 Gulden für den Bau der ersten protestantischen Kirche im Rheingau samt Pfarrhaus und Pfarrstelle, denn wenige Wochen vor seinem Tod hatte der kleine Johann den Wunsch nach einem eigenen Gotteshaus für evangelische Christen im Rheingau geäußert. Nach der feierlichen Einweihung der Kirche im Jahr 1865 wurde Johann Wilhelm in der Gruft hinter dem Altar bestattet. Zu Ehren des Apostels Johannes und zum Gedenken an Johann Wilhelm erhielt die Kirche später den Namen Johanneskirche.

## Tod
Nach langer Krankheit starb Johannes van Rossum am 10. April 1873 im Alter von 63 Jahren auf Schloss Reinhartshausen an Tuberkulose.

### Grabstelle
Obwohl sich Marianne in der Stiftungsurkunde der Johanneskirche Raum für zwei weitere Grabstellen neben ihrem Sohn vorbehalten hatte, für sich und van Rossum, wurde van Rossum am 14. April auf dem öffentlichen Friedhof von Erbach beigesetzt. Dies ist im Kirchenbuch der Johanneskirche aufgeführt. Es war zu Auseinandersetzungen mit dem Pfarrer gekommen, wie in den Memoiren der Pfarrersfrau festgehalten ist. Man darf vermuten, dass er sich an der unkonventionellen Lebensweise des Paares störte und daher die Beisetzung Johannes van Rossums in der Kirchengruft verweigerte.

### Grabmonument

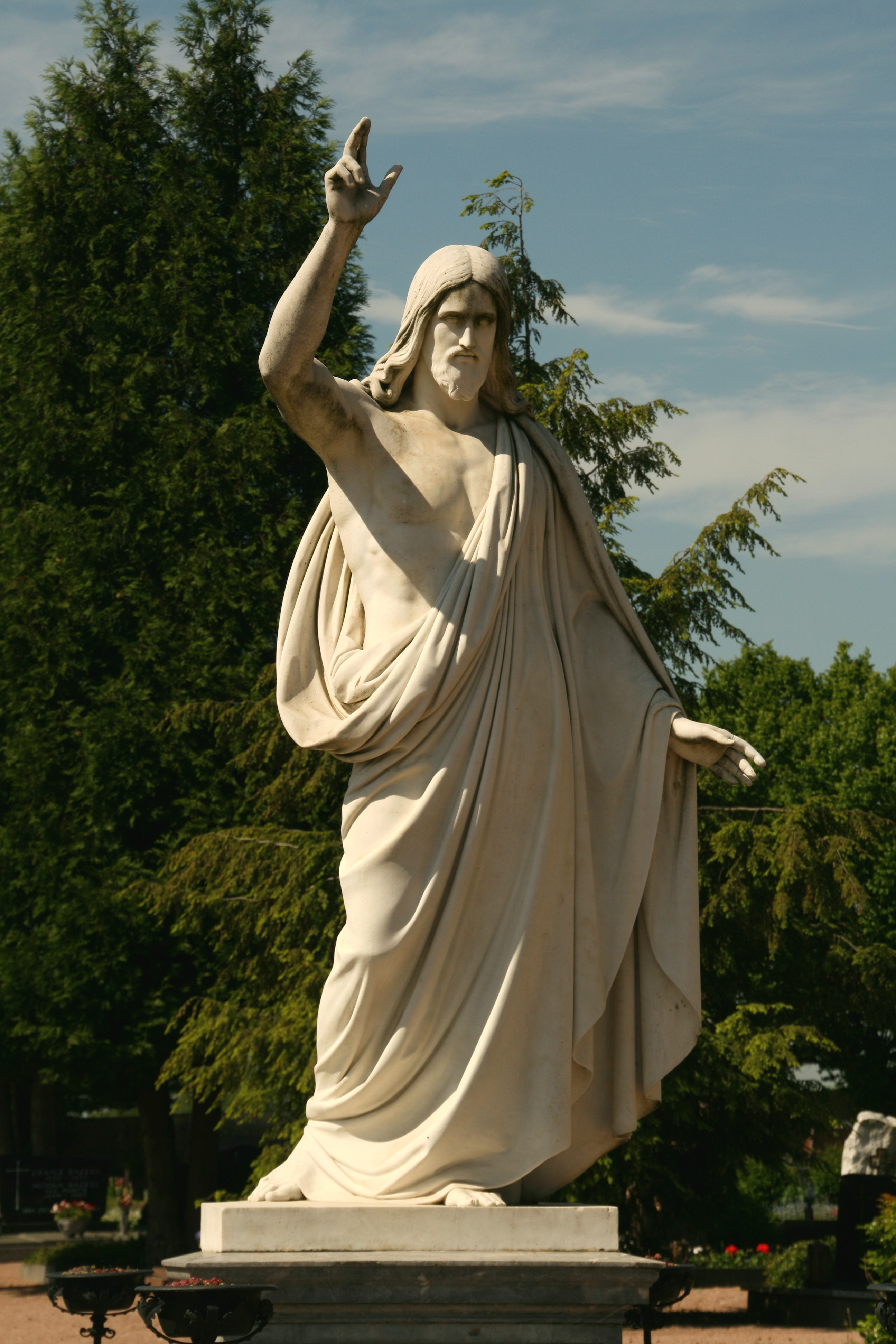
Christusfigur von Johann Heinrich Stöver auf dem Erbacher Friedhof

Für van Rossums Grab ließ Marianne vom niederländischen Bildhauer Johann Heinrich Stöver eine segnende Christusfigur nach dem Vorbild einer Statue des dänischen Bildhauers Bertel Thorvaldsen anfertigen, der auch schon den Engel auf dem Sarkophag ihres Sohnes sowie die drei Statuen Glaube, Liebe und Hoffnung vor dem Eingang zur Kirchengruft der Johanneskirche geschaffen hatte. Sie schmückt bis heute das Grab.
Marianne starb 1883 und hatte mittlerweile verfügt, nicht in der Gruft neben ihrem Sohn, sondern ebenfalls auf dem öffentlichen Erbacher Friedhof beigesetzt zu werden, Seite an Seite mit van Rossum, mit dem sie 25 gemeinsame Jahre verbracht hatte. Auf der Grabplatte des gemeinsamen Grabes wird Johannes van Rossum jedoch mit keinem Wort erwähnt. Wie einst sein Grab aussah, ob er anonym bestattet wurde oder seine Grabplatte der Mariannes weichen musste, die 10 Jahre später starb, ist nicht bekannt. Erwähnt wird auf der Grabplatte nur Mariannes Vermählung mit Prinz Albrecht von Preußen, von dem sie zum Zeitpunkt ihres Todes bereits 34 Jahre geschieden war.